# Spir (bygningsdel)
 For alternative betydninger, se Spir. (Se også artikler, som begynder med Spir)
Spir. Spidst tag på enten tårn, som en tagrytter eller en lanterne.
Forskellige spirtyper:
- Etagespir
- Lanterne (bygningsdel)
- Løgkuppel
- Pyramidespir
- Tagrytter